# Jerry Carl
Jerry Lee Carl, Jr (Condado de Mobile, 17 de junho de 1958) é um político e empresário norte-americano e membro da Câmara dos Representantes dos Estados Unidos pelo 1º distrito congressional do Alabama. Filiado ao Partido Republicano, no período de 2012–2020 fez parte da Comissão do Condado de Mobile.